# Portulacaceae
Portulacaceae  es una familia de plantas fanerógamas, con cerca de 20 géneros y 500 especies, desde herbáceas a arbustos, reconocida por la mayoría de los taxónomos. Tiene distribución cosmopolita, con la mayor diversidad en las regiones semiáridas del Hemisferio Sur: África, Australia, Sudamérica y con unas cuantas especies que se han propagado al norte, en las regiones del Ártico. 
La familia es muy similar a Caryophyllaceae, difiriendo en su cáliz, que tiene solo dos sépalos.
El sistema APG II (de 2003; sin cambios desde el sistema APG de 1998) le asigna al orden Caryophyllales en el clado eudicots. En el sistema APG III, varios géneros fueron trasladados a la familia Montiaceae, Didiereaceae, Anacampserotaceae y Talinaceae.

## Descripción
Son hierbas anuales o perennes o sufrútices, frecuentemente suculentos; plantas hermafroditas o raramente monoicas. Hojas alternas u opuestas, frecuentemente en rosetas basales, simples, enteras, generalmente carnosas; estípulas escariosas, modificadas en forma de fascículos de tricomas o ausentes. Inflorescencia en cimas o en tirsos, a veces la inflorescencia contraída y racemosa o las flores solitarias o en glomérulos; sépalos generalmente 2, a veces hasta 9; pétalos (2-) 4–6, separados o connados en la base; estambres 4–40, generalmente hipóginos, a veces epipétalos, filamentos libres, anteras ditecas con dehiscencia longitudinal; ovario súpero a parcialmente ínfero, óvulos solitarios a numerosos, placentación libre central o basal, estilos y estigmas 2–9. Fruto una cápsula, dehiscente por válvulas o circuncísil, o raramente una nuececilla indehiscente; semillas generalmente lenticulares, frecuentemente estrofioladas, el embrión grande y curvado alrededor del perispermo.

## Géneros
- Amphipetalum
- Ceraria
- Mona
- Neopaxia
- Portulaca
- Spraguea
- Talinaria
- Talinopsis
- Alix